# Mârșani
Mârşani es una comuna ubicada en el distrito de Dolj, Rumania.

## Superficie
Posee una superficie de 65,28 kilómetros cuadrados.

## Demografía
Hasta 2021 la población era de 3941 habitantes, con una densidad de población de 60,37 habitantes por kilómetro cuadrado.